# Bohumil Páník
Bohumil Páník (* 31. prosince 1956 Přílepy) je český fotbalový trenér a bývalý fotbalista. Od října 2021 do května 2022 byl hlavním koučem prvoligového mužstva MFK Karviná. Mezi jeho trenérské vzory patří italský kouč Giovanni Trapattoni.

## Trenérská kariéra
Trénovat začal v roce 2000, kdy vedl druholigový fotbalový klub FC Fastav Zlín. Od ledna 2002 působil v Sigmě Olomouc jako sportovní ředitel a v únoru téhož roku převzal do června 2002 navíc po Jiřím Vaďurovi i trenérskou taktovku a A-týmu Sigmy. Následovala angažmá v polských prvoligových klubech Lech Poznań a Pogoń Szczecin a třetiligovém Miedź Legnica.
V říjnu 2010 převzal dočasně společně s Vernerem Ličkou a Pavlem Malurou A-tým FC Baník Ostrava.

V zimě 2014 se stal trenérem klubu FC Fastav Zlín, když nahradil odvolaného Martina Pulpita. Tým se v sezoně 2014/15 umístil na nepostupovém třetím místě, nicméně protože do první ligy nemohl kvůli nevyhovujícímu stadionu postoupit FK Varnsdorf, stačilo toto umístění k postupu mezi prvoligovou elitu. Po dvou ligových kolech měl Zlín na kontě dvě shodné výhry 1:0 (nad Bohemians 1905 a FC Vysočina Jihlava) – tedy 6 bodů, a vedl Synot ligu. Šlo o historicky nejlepší vstup nováčka (po 2 kolech) do české nejvyšší soutěže. V podzimní části sezony 2015/16 zaujal v prognózách podceňovaný tým kvalitní a účelnou hrou, díky níž se pohyboval v klidném středu ligové tabulky. Zlín nakonec dovedl ke 13. místu a zachránil ho v nejvyšší soutěži.

V sezóně 2016/17 měl zlínský tým fantastický vstup do nejvyšší české ligy, v 8. kole ji vedl. Trenér Páník dokázal v této sezóně ševce dovést do finále MOL Cupu (českého fotbalového poháru). Ve finále ševci porazili Opavu a jako vítěz MOL Cupu postoupili díky souhře okolností přímo do základní skupiny Evropské ligy UEFA. Po nepříznivých výsledcích a prohře s Karvinou v 18. kole na lavičce Zlína skončil. Nahradil ho Vlastimil Petržela. Po neuspokojivých výsledcích a prohře s Jabloncem ve 20. kole nahradil v FC Baník Ostrava na lavičce Radima Kučeru.
Tento klub měl v době jeho příchodu 13 bodů a v ligové tabulce se nacházel na posledním 16. sestupovém místě. Zásluhou velkého nasazení celého týmu celek Baníku získal v následujících deseti zápasech 18 bodů, v lize skončil na 13. místě a těsně se udržel v první fotbalové lize. V ostravském Baníku skončil koncem prosince 2019.
Od úterý 10. března 2020 je opět trenérem FC Fastav Zlín. Následně trénoval MFK Karviná, kde však ani zdaleka nesplnil svou misi záchrany a skončil v květnu 2022.
V lednu 2024 se stal trenérem divizního TJ Slovan Bzenec hrající Divizi E.

## Úspěchy

### Trenérské
FC Fastav Zlín
- 3. místo v 2. fotbalové lize 2014/15 a postup do 1. ligy
- vítěz českého poháru 2016/17
- vítěz česko-slovenského superpoháru 2017